# Bakoumba
Bakoumba es una comuna gabonesa, chef-lieu del departamento de Lékoko de la provincia de Haut-Ogooué.
En 2013 la comuna tenía una población de 4045 habitantes, de los cuales 2074 eran hombres y 1971 eran mujeres.
La localidad se desarrolló a partir de los años 1960, al albergar un puesto de mantenimiento de un sistema de transporte de volquetes por cable de 76 km que unía Moanda con Mbinda para la exportación del manganeso extraído en las minas de la zona. En 1986 se cerró la instalación por resultar más fácil transportar el manganeso en las nuevas líneas de ferrocarril.
Se ubica unos 60 km al suroeste de la capital provincial Franceville, sobre la carretera R24 que lleva a la República del Congo.